# Микропечать
Микропечать — совокупность полиграфических технологий и процессов для воспроизведения изображений с микроскопическими элементами, обычно — в качестве средства защиты ценных бумаг от копирования. Микропечатью также называют изображения, изготовленные с помощью таких технологий, в частности, микроузор, микротекст и нанотекст.
Многие банкноты имеют надписи микротекстом, то есть очень маленьким текстом. Эти буквы трудно увидеть невооружённым глазом. Они включены в банкноты евро в качестве элементов изображения. Микротекст можно прочитать с помощью увеличительного стекла. Микротексты могут быть созданы с помощью специального CtP-оборудования или офсетных печатных машин. Разрешение изображения слишком низкое для доступных в широкой продаже лазерных или струйных принтеров, и поэтому этот защитный элемент сложно воспроизвести, и при попытке копирования возникают заметные искажения. Микротекстом чаще всего печатают прямые линии.
На российских рублях микротекст расположен на тыльной стороне на широкой полосе и представляет собой многократно повторяющийся текст — светлый (позитивный) и тёмный (негативный), с переходом от тёмного к светлому. Наиболее сложный вариант микротекста — на банкноте номиналом 5000 рублей, где имеется несколько его типов. В нижней части оборотной стороны негативный микротекст переходит в позитивный, в верхней части находится позитивный микротекст, состоящий из многократно повторяющегося числа 5000, в верхней части полосы орнамента — позитивный микротекст, состоящий из многократно повторяющегося числа 5000 и точки. Эта орнаментальная полоса также содержит и кипп-эффект.
Нанотекст, в отличие от микротекста, можно увидеть только при помощи микроскопа.
- Увеличенные изображения микротекста
- Банкнота 100 евро (ES1) (лицевая сторона, нижняя левая часть)
- Банкнота 100 евро (ES1) (лицевая сторона, около цифры номинала)
- Банкнота 20 швейцарских франков (серия 8) (лицевая сторона)
- 1-долларовая банкнота с микротекстом и гильошами в пирамиде